# Kanton Toulouse-1
Kanton Toulouse-1 (francouzsky Canton de Toulouse-1) je francouzský kanton v departementu Haute-Garonne v regionu Midi-Pyrénées. Tvoří ho pouze část města Toulouse (čtvrtě Capitole, Bonhoure, Esquirol, La Daurade, Place Dupuy a Saint-Aubin).